# ببغاء رمادي
الببغاء الرمادي (الاسم العلمي: Psittacus)، جنس من من فصيلة الببغاوات الأفريقية. وتشمل على نوعين: الببغاء الرمادي الأفريقي (Psittacus erithacus). وببغاء تيمنه الرمادي (Psittacus timneh). لسنوات عديدة صنف الببغاء الرمادي وببغاء تمنة على أنهما نوع فرعي (نويع). ولكن في عام 2012، اعتبرتهما جمعية الطيور العالمية أنواعا منفصلة بناءً على الخصائص الجينية والشكلية ولون الريش واختلاف الأصوات.
عثر على هذه الببغاوات في الغابات المطيرة الأساسية والثانوية في غرب ووسط أفريقيا. وتعد أحد أكثر الطيور ذكاء في العالم. غذاءها الرئيسي هو جوز النخيل، البذور، والفواكه، وورق الشجر، ولوحظ على بعضها تناول القواقع. ميلها وقدرتها على تقليد الكلام والأصوات الأخرى جعلتها حيوانات أليفة ذات شعبية.

## التصنيف
وصف كارل لينيوس عالم الطبيعة السويدي جنس الببغاء الرمادي لأول مرة في كتابه نظام الطبيعة (Systema Naturae) الذي نُشر في طبعته العاشرة عام 1758. مصطلح Psittacus المستخدم لوصف هذا الجنس هو مصطلح لاتيني لكلمة "ببغاء". جمع لينيوس في كتابه جميع الببغاوات الـ 37 المعروفة آنذاك تحت هذا الجنس بما فيها الببغاء الرمادي الذي اعتبره العالم جورج غراي نوعًا من الأنواع.

## الأنواع
يحتوي جنس الببغاء الرمادي اليوم على نوعين فقط:
- ببغاء الكونغو الرمادي أو الببغاء الرمادي الأفريقي أو ببغاء الكونغو الأفريقي الرمادي: وهو نويع أكبر حجمًا من ببغاء تيمنه الرمادي، يبلغ طوله 33 سم (13 بوصة) وله ريش رمادي فاتح وذيول حمراء بلون الكرز ومنقار أسود بالكامل.[11] الطيور غير البالغة من هذا النوع لها ذيول ذات لون أحمر أغمق وباهت باتجاه الأطراف، يسقط ريشها لأول مرة عند بلوغها 18 شهرًا من العمر. هذا النوع من الببغاء يكون له في البداية قزحية رمادية، والتي تتغير إلى اللون الأصفر الباهت عندما يبلغ الطائر عامًا من العمر. عثر على ببغاء الكونغو الرمادي في جزر برينسيبي وبيوكو، وهو ينتشر من جنوب شرق ساحل العاج إلى غرب كينيا وشمال غرب تنزانيا وجنوب جمهورية الكونغو الديمقراطية وشمال أنغولا.

- ببغاء تمنة أو ببغاء تمنة الرمادي الأفريقي: حجم ببغاء تمنة أصغر قليلاً من ببغاء الكونغو الرمادي، لكن الذكاء والقدرة على التحدث لا يزالان متشابهين في النوعين. يمكن أن يتراوح طوله من من 22-28 سم، لذا فهو تعتبر ببغاء متوسط الحجم. يتميز ببغاء تمنة بلون رمادي فحمي أغمق من ببغاء الكونغو الرمادي وذيل كستنائي داكن ومنطقة فاتحة في جزء من الفك العلوي. ببغاوات تمنة مستوطنة في الأجزاء الغربية من غابات غينيا العليا الرطبة والسافانا المتاخمة لغرب إفريقيا من غينيا بيساو وسيراليون وجنوب مالي شرقًا إلى ما لا يقل عن 70 كم (43 ميل) شرق نهر بانداما[الإنجليزية] في ساحل العاج. عادة ما يبدأ ببغاء تمنة في تعلم التحدث في وقت أبكر من ببغاء الكونغو الرمادي إذ ينضج في وقت مبكر قليلاً. التمنه أقل قلقًا تجاه الغرباء والأماكن غير المألوفة مقارنة بببغاء الكونغو الرمادي على الرغم من أنه لا يزال هناك جدل حول ما إذا كان هذا صحيحًا أم لا.[12] في عام 2012 صنف ببغاء تمنة على أنه من الأنواع المعرضة للخطر من قبل جمعية الطيور العالمية.[13]